# فرانك ماكونيل
فرانك ماكونيل هو منافس ألعاب قوى كندي، ولد في 17 يناير 1887 في فانكوفر في كندا، وتوفي في 21 ديسمبر 1933.

## وصلات خارجية
- فرانك ماكونيل على موقع أوليمبيديا (الإنجليزية)